# Dust Covered Carpet
Dust Covered Carpet war eine österreichische Band. Im Jahr 2015 war die Band für den FM4 Award, der im Rahmen der Amadeus Austrian Music Award verliehen wird, nominiert. Sie löste sich im April 2016 nach einem Abschiedskonzert in Wien auf.

## Diskografie

### Alben
- 2008: Reredust the Doubts I Trust (Beatismurder Records)
- 2010: A Cloud, Pushed & Squeezed (Beatismurder Records)
- 2012: Witness Me Pass Out (Beatismurder Records)
- 2014: Pale Noise (Siluh Records)

### Sonstiges
- 2010: TBA Loves Music (GECO Tonwaren)
- 2011: Dust Covered Carpet / Telly Is the Tube (Wilhelm Show Me the Major Label / Beatismurder Records)